# Identidad de Dixon
En matemáticas, la identidad de Dixon (también conocida como teorema de Dixon o fórmula de Dixon) es cualquiera de varias identidades diferentes, pero estrechamente relacionadas entre sí, demostradas por A. C. Dixon. Algunas implican sumas finitas de productos de tres coeficientes binomiales y otras evalúan una función hipergeométrica generalizada. Estas identidades se deducen del teorema de MacMahon Master y pueden demostrarse rutinariamente mediante algoritmos informáticos (Ekhad, 1990).

## Enunciados
La identidad original, de (Dixon, 1891), es:
{\displaystyle \sum _{k=-a}^{a}(-1)^{k}{2a \choose k+a}^{3}={\frac {(3a)!}{(a!)^{3}}}.}
Una generalización, también llamada identidad de Dixon, es:
{\displaystyle \sum _{k\in \mathbb {Z} }(-1)^{k}{a+b \choose a+k}{b+c \choose b+k}{c+a \choose c+k}={\frac {(a+b+c)!}{a!b!c!}}}
donde a, b y c son números enteros (Wilf, 1994, p. 156) no negativos.
La suma de la izquierda puede escribirse como la serie hipergeométrica terminal bien equilibrada:
{\displaystyle {b+c \choose b-a}{c+a \choose c-a}{}_{3}F_{2}(-2a,-a-b,-a-c;1+b-a,1+c-a;1)}
y la identidad se deduce como un caso límite (cuando a tiende a un entero) del teorema de Dixon que evalúa una 3F2 función hipergeométrica generalizada bien equilibrada en 1, a partir de (Dixon, 1902):
{\displaystyle \;_{3}F_{2}(a,b,c;1+a-b,1+a-c;1)={\frac {\Gamma (1+a/2)\Gamma (1+a/2-b-c)\Gamma (1+a-b)\Gamma (1+a-c)}{\Gamma (1+a)\Gamma (1+a-b-c)\Gamma (1+a/2-b)\Gamma (1+a/2-c)}}.}
Esto es válido para Re(1 + 1⁄2a ≤ b ≤ c) > 0. Como c tiende a ±8, se reduce a una función hipergeométrica para la función hipergeométrica 2F1 en ±1. El teorema de Dixon se puede deducir del cálculo de la integral de Selberg.

## Análogosq
Un análogo q de la fórmula de Dixon para una serie hipergeométrica básica en términos del símbolo q-Pochhammer es dada por:
{\displaystyle \;_{4}\varphi _{3}\left[{\begin{matrix}a&-qa^{1/2}&b&c\\&-a^{1/2}&aq/b&aq/c\end{matrix}};q,qa^{1/2}/bc\right]={\frac {(aq,aq/bc,qa^{1/2}/b,qa^{1/2}/c;q)_{\infty }}{(aq/b,aq/c,qa^{1/2},qa^{1/2}/bc;q)_{\infty }}}}
donde |qa1/2/bc| < 1.